# Anna Paula Pereira
Anna Paula Magalhães Pereira (* 7. August 1986) ist eine brasilianische Leichtathletin, die sich auf den Hammerwurf spezialisiert hat, aber auch im Kugelstoßen an den Start geht.

## Sportliche Laufbahn
Erste internationale Erfahrungen sammelte Anna Paula Pereira im Jahr 2005, als sie bei den Juniorensüdamerikameisterschaften in Rosario mit einer Weite von 13,86 m die Bronzemedaille im Kugelstoßen gewann und im Hammerwurf mit 50,27 m den vierten Platz belegte. Im Jahr darauf gewann sie bei den Spielen der Lusophonie in Macau mit 13,67 m die Bronzemedaille mit der Kugel hinter ihrer Landsfrau Keely Medeiros und Dulce da Silva aus Portugal. 2008 klassierte sie sich bei den U23-Südamerikameisterschaften in Lima mit 50,51 m auf dem vierten Platz mit dem Hammer und gewann im Kugelstoßen mit 15,32 m die Silbermedaille hinter der Chilenin Natalia Duco. 2010 erreichte sie bei den Ibero-Amerikanischen Meisterschaften in San Fernando mit 58,92 m Rang acht und im Jahr darauf belegte sie bei den Südamerikameisterschaften in Buenos Aires mit 58,55 m den siebten Platz. 2013 wurde sie bei den Südamerikameisterschaften in Cartagena mit 61,39 m Fünfte und im Jahr darauf nahm sie an den Südamerikaspielen in Santiago de Chile teil und wurde dort mit 55,58 m Achte. 
2016 gewann sie bei den Ibero-Amerikanischen Meisterschaften in Rio de Janeiro mit 61,42 m die Silbermedaille hinter der Argentinierin Jennifer Dahlgren und 2021 belegte sie bei den Südamerikameisterschaften in Guayaquil mit 59,48 m den siebten Platz. 

## Persönliche Bestleistungen
- Kugelstoßen: 15,32 m, 7. September 2008 in Lima
  - Kugelstoßen (Halle): 13,87 m, 11. März 2011 in São Caetano do Sul
- Hammerwurf: 64,65 m, 9. Juni 2016 in São Bernardo do Campo